# Llista de topònims d'Olius
Llista de topònims (noms propis de lloc) del municipi d'Olius, al Solsonès
Informació actualitzada per un bot. Els canvis manuals es perdran quan s'actualitzi!

## cabana
| imatge | Nom                  | Ubicat a | instància de | Detalls | coordenades                                                                  | Protecció | Commons (més fotos) | Dades a WD                    |
| ------ | -------------------- | -------- | ------------ | ------- | ---------------------------------------------------------------------------- | --------- | ------------------- | ----------------------------- |
|        | barraca de la Caseta | Olius    | cabana       |         | 42° 00′ 47″ N, 1° 33′ 00″ E / 42.0129423092519°N,1.55009146154319°E 630 msnm |           |                     | Modifica les dades a Wikidata |
|        | el Garatge           | Olius    | cabana       |         | 41° 56′ 33″ N, 1° 30′ 25″ E / 41.9425707197612°N,1.50687144210517°E          |           |                     | Modifica les dades a Wikidata |

## curs d'aigua
| imatge | Nom                             | Ubicat a                                                            | instància de | Detalls                                                                         | coordenades | Protecció | Commons (més fotos)     | Dades a WD                    |
| ------ | ------------------------------- | ------------------------------------------------------------------- | ------------ | ------------------------------------------------------------------------------- | --- | --------- | ----------------------- | ----------------------------- |
|        | Barranc d'Arceda                | Llobera Olius                                                       | curs d'aigua | Desemboca: riera de Sanaüja Llarg: 1.56km Conca: 3.2km²                         | 41° 57′ 37″ N, 1° 28′ 25″ E / 41.960317°N,1.473611°E 41° 57′ 41″ N, 1° 28′ 08″ E / 41.96132°N,1.4687611111111112°E                             |           |                         | Modifica les dades a Wikidata |
|        | Barranc de Cor-de-roure         | Solsona Olius                                                       | curs d'aigua | Desemboca: riu Negre Llarg: 3.49km Conca: 267ha                                 | 41° 58′ 29″ N, 1° 29′ 32″ E / 41.974668888888885°N,1.492343888888889°E 41° 58′ 37″ N, 1° 31′ 48″ E / 41.97697805555555°N,1.5301288888888889°E  |           | Barranc de Cor-de-roure | Modifica les dades a Wikidata |
|        | Barranc de Pallarès             | Solsona Olius Lladurs                                               | curs d'aigua | Desemboca: riu Negre Llarg: 5.41km Conca: 1049ha Anomenat per: Pallarès de Dalt | 42° 00′ 58″ N, 1° 27′ 59″ E / 42.01624°N,1.4663630555555556°E 41° 59′ 47″ N, 1° 31′ 10″ E / 41.99646°N,1.5193880555555557°E                    |           |                         | Modifica les dades a Wikidata |
|        | Barranc de Ribalta              | Solsona Olius                                                       | curs d'aigua | Desemboca: riu Negre Llarg: 5.55km Conca: 6.42km²                               | 41° 59′ 41″ N, 1° 28′ 19″ E / 41.99462°N,1.472048888888889°E 41° 59′ 02″ N, 1° 31′ 40″ E / 41.98379805555555°N,1.5278119444444445°E            |           | Barranc de Ribalta      | Modifica les dades a Wikidata |
|        | Barranc del Villaró             | Olius                                                               | curs d'aigua | Desemboca: Barranc d'Arceda Llarg: 2.28km Conca: 160ha                          | 41° 58′ 03″ N, 1° 29′ 17″ E / 41.96738888888889°N,1.488051111111111°E 41° 57′ 41″ N, 1° 28′ 08″ E / 41.96143°N,1.4689269444444444°E            |           |                         | Modifica les dades a Wikidata |
|        | Cardener                        | Solsonès Bages                                                      | curs d'aigua | Desemboca: Llobregat Llarg: 87km Conca: 1374km²                                 | 42° 10′ 54″ N, 1° 34′ 44″ E / 42.181581°N,1.578805°E 41° 40′ 47″ N, 1° 51′ 10″ E / 41.679718°N,1.852642°E                                      |           | Cardener River          | Modifica les dades a Wikidata |
|        | Rasa Perpètua                   | Olius Clariana de Cardener                                          | curs d'aigua | Desemboca: Cardener Llarg: 5.23km Conca: 7.09km²                                | 41° 58′ 59″ N, 1° 33′ 22″ E / 41.98301694444445°N,1.5560461111111112°E 41° 58′ 16″ N, 1° 35′ 29″ E / 41.97102°N,1.591503888888889°E            |           |                         | Modifica les dades a Wikidata |
|        | Ribera del Llissó               | Solsona Olius                                                       | curs d'aigua | Desemboca: Cardener Llarg: 5.05km Conca: 8.98km²                                | 42° 00′ 27″ N, 1° 31′ 31″ E / 42.00742°N,1.5252619444444444°E 42° 00′ 05″ N, 1° 34′ 18″ E / 42.00130694444445°N,1.5717219444444446°E           |           |                         | Modifica les dades a Wikidata |
|        | rasa de Cal Cases               | Navès Olius                                                         | curs d'aigua | Desemboca: Cardener Llarg: 2.24km Conca: 196ha                                  | 42° 00′ 24″ N, 1° 36′ 02″ E / 42.00671194444445°N,1.6006730555555555°E 41° 59′ 25″ N, 1° 35′ 26″ E / 41.99017805555555°N,1.590556111111111°E   |           |                         | Modifica les dades a Wikidata |
|        | rasa de Cal Poc                 | Navès Olius                                                         | curs d'aigua | Desemboca: Rasa de Sociats Llarg: 1.55km Conca: 51ha                            | 42° 01′ 47″ N, 1° 35′ 20″ E / 42.029825°N,1.5887619444444443°E 42° 01′ 09″ N, 1° 34′ 39″ E / 42.01904888888889°N,1.577453888888889°E           |           |                         | Modifica les dades a Wikidata |
|        | rasa de Meix                    | Lladurs Olius                                                       | curs d'aigua | Desemboca: Cardener Llarg: 7.37km Conca: 826ha                                  | 42° 03′ 49″ N, 1° 30′ 39″ E / 42.06365388888889°N,1.5108180555555557°E 42° 01′ 35″ N, 1° 33′ 47″ E / 42.026495°N,1.563161111111111°E           |           | Rasa de Meix            | Modifica les dades a Wikidata |
|        | rasa de Pujols                  | Navès Olius                                                         | curs d'aigua | Desemboca: Rasa de Sociats Llarg: 3.99km Conca: 166ha                           | 42° 03′ 15″ N, 1° 35′ 50″ E / 42.05421111111111°N,1.59725°E 42° 01′ 25″ N, 1° 34′ 39″ E / 42.023485°N,1.5774938888888888°E                     |           |                         | Modifica les dades a Wikidata |
|        | rasa de Terrers                 | Navès Olius                                                         | curs d'aigua | Desemboca: rasa de Pujols Llarg: 1.89km Conca: 97ha                             | 42° 02′ 39″ N, 1° 34′ 46″ E / 42.04425°N,1.579411111111111°E 42° 01′ 44″ N, 1° 34′ 33″ E / 42.02902111111111°N,1.5758430555555556°E            |           |                         | Modifica les dades a Wikidata |
|        | rasa de Torredeflot             | Riner Olius                                                         | curs d'aigua | Desemboca: riu Negre Llarg: 2.6km Conca: 198ha                                  | 41° 57′ 15″ N, 1° 30′ 46″ E / 41.95419694444445°N,1.5127111111111111°E 41° 57′ 13″ N, 1° 32′ 21″ E / 41.95366694444444°N,1.5391169444444444°E  |           |                         | Modifica les dades a Wikidata |
|        | rasa de Ventolra                | Navès Olius                                                         | curs d'aigua | Desemboca: Rasa de Sociats Llarg: 8.97km Conca: 7.58km²                         | 42° 05′ 25″ N, 1° 36′ 50″ E / 42.09017111111111°N,1.613845°E 42° 01′ 24″ N, 1° 34′ 39″ E / 42.02345805555556°N,1.577471111111111°E             |           | Rasa de Ventolra        | Modifica les dades a Wikidata |
|        | rasa de Vilanova                | Lladurs Olius                                                       | curs d'aigua | Desemboca: Cardener Llarg: 9.24km Conca: 1093km² Anomenat per: Vilanova         | 42° 05′ 32″ N, 1° 31′ 43″ E / 42.092325°N,1.528581111111111°E 42° 02′ 09″ N, 1° 33′ 49″ E / 42.03570388888889°N,1.5635938888888887°E           |           |                         | Modifica les dades a Wikidata |
|        | rasa de l'Alzina                | Riner Olius                                                         | curs d'aigua | Desemboca: rasa de Guardiola Llarg: 3.5km Conca: 4.72km²                        | 41° 56′ 56″ N, 1° 29′ 44″ E / 41.94879194444445°N,1.495681111111111°E 41° 56′ 21″ N, 1° 31′ 31″ E / 41.93925°N,1.5251580555555555°E            |           |                         | Modifica les dades a Wikidata |
|        | rasa de l'Hostal de les Forques | Olius Lladurs                                                       | curs d'aigua | Desemboca: Barranc de Pallarès Llarg: 1.2km Conca: 81ha                         | 42° 00′ 58″ N, 1° 27′ 59″ E / 42.016245°N,1.4663688888888888°E 42° 00′ 47″ N, 1° 28′ 46″ E / 42.012948888888886°N,1.479316111111111°E          |           |                         | Modifica les dades a Wikidata |
|        | rasa de la Masia                | Olius                                                               | curs d'aigua | Desemboca: torrent d'Aigüesvives Llarg: 1.86km Conca: 110ha                     | 41° 58′ 05″ N, 1° 29′ 29″ E / 41.96813194444445°N,1.4914819444444445°E 41° 57′ 55″ N, 1° 30′ 38″ E / 41.965271111111115°N,1.5106219444444444°E |           |                         | Modifica les dades a Wikidata |
|        | rasa de la Solana               | Riner Olius                                                         | curs d'aigua | Desemboca: rasa de Guardiola Llarg: 2.69km Conca: 158ha                         | 41° 56′ 43″ N, 1° 30′ 49″ E / 41.94540805555555°N,1.5135130555555556°E 41° 56′ 21″ N, 1° 31′ 30″ E / 41.93925388888889°N,1.525133888888889°E   |           |                         | Modifica les dades a Wikidata |
|        | rasa del Balç de Viladot        | Olius                                                               | curs d'aigua | Desemboca: torrent d'Aigüesvives Llarg: 1.56km Conca: 53ha                      | 41° 57′ 22″ N, 1° 29′ 25″ E / 41.95616°N,1.490223°E 41° 57′ 38″ N, 1° 30′ 13″ E / 41.960605°N,1.503669°E                                       |           |                         | Modifica les dades a Wikidata |
|        | rasa del Clot de Puiggalí       | Olius                                                               | curs d'aigua | Desemboca: Ribera del Llissó Llarg: 1.98km Conca: 184ha                         | 41° 59′ 19″ N, 1° 33′ 23″ E / 41.98863388888889°N,1.5564980555555556°E 42° 00′ 03″ N, 1° 33′ 40″ E / 42.00085888888889°N,1.5611180555555555°E  |           |                         | Modifica les dades a Wikidata |
|        | rasa del Clot del Ginjoler      | Olius                                                               | curs d'aigua | Desemboca: Ribera del Llissó Llarg: 1.22km Conca: 109ha                         | 42° 00′ 36″ N, 1° 33′ 10″ E / 42.00987805555555°N,1.552738888888889°E 42° 00′ 06″ N, 1° 33′ 34″ E / 42.00159305555555°N,1.5593211111111112°E   |           |                         | Modifica les dades a Wikidata |
|        | rasa del Pi Gros                | Olius                                                               | curs d'aigua | Desemboca: Barranc de Pallarès Llarg: 0.92km Conca: 40ha                        | 42° 00′ 36″ N, 1° 29′ 10″ E / 42.009931944444446°N,1.4861019444444443°E 42° 00′ 40″ N, 1° 29′ 14″ E / 42.01118694444445°N,1.487333888888889°E  |           |                         | Modifica les dades a Wikidata |
|        | riera de Sanaüja                | Olius Llobera Pinell de Solsonès Biosca Sanaüja Vilanova de l'Aguda | curs d'aigua | Desemboca: Llobregós Llarg: 33.7km Conca: 128.82km²                             | 41° 59′ 29″ N, 1° 28′ 17″ E / 41.99145194444444°N,1.4712619444444446°E 41° 52′ 29″ N, 1° 15′ 59″ E / 41.87484194444444°N,1.2664911111111112°E  |           | Riera de Sanaüja        | Modifica les dades a Wikidata |
|        | riu Negre                       | Solsona Riner Lladurs Clariana de Cardener Olius                    | curs d'aigua | Desemboca: Cardener Llarg: 26.3km Conca: 108.28km²                              | 42° 02′ 43″ N, 1° 29′ 17″ E / 42.04524305555555°N,1.4879669444444446°E 41° 55′ 49″ N, 1° 38′ 03″ E / 41.93026388888889°N,1.6342619444444444°E  |           | Riu Negre (Solsonès)    | Modifica les dades a Wikidata |
|        | torrent d'Aigüesvives           | Olius                                                               | curs d'aigua | Desemboca: riu Negre Llarg: 4.08km Conca: 6.08km²                               | 41° 57′ 17″ N, 1° 29′ 51″ E / 41.95482388888889°N,1.4975838888888888°E 41° 58′ 18″ N, 1° 32′ 01″ E / 41.971716944444445°N,1.533568888888889°E  |           |                         | Modifica les dades a Wikidata |
|        | torrent de Cal Sastre           | Olius Solsona                                                       | curs d'aigua | Desemboca: Barranc de Ribalta Llarg: 2.12km Conca: 155.5ha                      | 41° 58′ 45″ N, 1° 29′ 02″ E / 41.97920888888889°N,1.4838419444444444°E 41° 59′ 10″ N, 1° 30′ 14″ E / 41.986038055555554°N,1.5039788888888888°E |           | Torrent de Cal Sastre   | Modifica les dades a Wikidata |
|        | torrent de l'Alguer             | Navès Olius                                                         | curs d'aigua | Desemboca: Cardener Llarg: 5.01km Conca: 4.36km²                                | 42° 02′ 06″ N, 1° 36′ 00″ E / 42.03504805555555°N,1.600075°E 41° 59′ 58″ N, 1° 35′ 00″ E / 41.999325°N,1.5833269444444444°E                    |           |                         | Modifica les dades a Wikidata |

## entitat singular de població
| imatge | Nom                | Ubicat a | instància de                                   | Detalls | coordenades                                                       | Protecció | Commons (més fotos) | Dades a WD                    |
| ------ | ------------------ | -------- | ---------------------------------------------- | ------- | ----------------------------------------------------------------- | --------- | ------------------- | ----------------------------- |
|        | Brics              | Olius    | entitat singular de població                   | 41 hab  | 41° 56′ 51″ N, 1° 30′ 43″ E / 41.947619°N,1.512075°E 784 msnm     |           | Brics (Olius)       | Modifica les dades a Wikidata |
|        | Castellvell        | Olius    | entitat singular de població                   | 41 hab  | 41° 59′ 41″ N, 1° 30′ 11″ E / 41.99480278°N,1.50311111°E 838 msnm |           | Castellvell (Olius) | Modifica les dades a Wikidata |
|        | Olius              | Olius    | entitat singular de població                   | 101 hab | 42° 00′ 37″ N, 1° 33′ 53″ E / 42.01035°N,1.5646°E 562 msnm        |           |                     | Modifica les dades a Wikidata |
|        | el Pi de Sant Just | Olius    | entitat singular de població capital municipal | 820 hab | 41° 58′ 40″ N, 1° 33′ 24″ E / 41.97766667°N,1.5567°E 714 msnm     |           | El Pi de Sant Just  | Modifica les dades a Wikidata |

## església
| imatge | Nom                              | Ubicat a           | instància de                 | Detalls                                       | coordenades                                                                                             | Protecció                                            | Commons (més fotos)                   | Dades a WD                    |
| ------ | -------------------------------- | ------------------ | ---------------------------- | --------------------------------------------- | --- | ---------------------------------------------------- | ------------------------------------- | ----------------------------- |
|        | Mare de Déu del Remei            | Olius              | església                     | Estil: arquitectura gòtica                    | 41° 59′ 41″ N, 1° 30′ 12″ E / 41.9947806457497°N,1.50340583877889°E 838 msnm                            |                                                      | Mare de Déu del Remei del Castellvell | Modifica les dades a Wikidata |
|        | Sant Antoni                      | Olius              | església                     |                                               | 42° 01′ 22″ N, 1° 33′ 10″ E / 42.0227131638372°N,1.55286494709349°E 662 msnm                            |                                                      |                                       | Modifica les dades a Wikidata |
|        | Sant Esteve d'Olius              | Olius              | església església parroquial | Estil: arquitectura romànica 11st century     | 42° 00′ 38″ N, 1° 33′ 51″ E / 42.010449°N,1.564289°E ca:Nucli d'Olius 558 msnm                          | bé d'interès cultural bé cultural d'interès nacional | Sant Esteve d'Olius                   | Modifica les dades a Wikidata |
|        | Sant Julià de Viladebages        | Brics              | església                     | Estil: arquitectura romànica Estat: en perill | 41° 57′ 56″ N, 1° 31′ 57″ E / 41.965621°N,1.532592°E ca:Brics, ctra. Solsona-Torà, km 7 689 msnm        | bé integrant del patrimoni cultural català           | Sant Julià de Viladebages             | Modifica les dades a Wikidata |
|        | Sant Miquel de Castellvell       | Castellvell        | església                     | Estil: arquitectura romànica 11st century     | 41° 59′ 40″ N, 1° 30′ 09″ E / 41.99438°N,1.50237°E ca:Castellvell, ctra. St. Climenç, km 3 830 msnm     | bé integrant del patrimoni cultural català           | Sant Miquel de Castellvell            | Modifica les dades a Wikidata |
|        | Sant Pere de l'Alguer            | Olius              | església                     | Estil: arquitectura romànica 11st century     | 42° 00′ 36″ N, 1° 35′ 00″ E / 42.0101°N,1.58322°E ca:Ctra. de Berga, km 7 648 msnm                      | bé integrant del patrimoni cultural català           | Sant Pere de l'Alguer                 | Modifica les dades a Wikidata |
|        | Sant Salvador de Brics           | Brics              | església església parroquial | Estil: arquitectura popular 17th century      | 41° 56′ 51″ N, 1° 30′ 43″ E / 41.94747°N,1.51193°E ca:Pl. de l'Església 784 msnm                        | bé integrant del patrimoni cultural català           | Sant Salvador de Brics                | Modifica les dades a Wikidata |
|        | Sant Salvador de Sant Just Joval | el Pi de Sant Just | església església parroquial | Estil: arquitectura romànica 11st century     | 41° 58′ 32″ N, 1° 33′ 46″ E / 41.97554°N,1.56285°E ca:Joval, Pi de Sant Just 724 msnm                   | bé integrant del patrimoni cultural català           | Sant Salvador de Sant Just Joval      | Modifica les dades a Wikidata |
|        | Santa Coloma del Castellvell     | Castellvell        | església                     | Estil: arquitectura romànica 11st century     | 41° 59′ 19″ N, 1° 29′ 36″ E / 41.9887°N,1.49334°E 729 msnm                                              | bé integrant del patrimoni cultural català           | Santa Coloma del Castellvell          | Modifica les dades a Wikidata |
|        | Santa Maria del Vilaró           | Olius              | església                     | Estil: arquitectura romànica 11st century     | 41° 59′ 41″ N, 1° 35′ 27″ E / 41.9948°N,1.59082°E ca:Ctra. de Berga, km 7,7 608 msnm                    | bé integrant del patrimoni cultural català           | Santa Maria del Vilaró                | Modifica les dades a Wikidata |
|        | capella de Sant Joan             | Olius              | església                     | Estil: arquitectura popular 17th century      | 42° 00′ 50″ N, 1° 33′ 13″ E / 42.0139°N,1.55372°E ca:Carretera C-462, km 1,7 - Masia Sant Joan 616 msnm | bé integrant del patrimoni cultural català           | Capella de Sant Joan (Olius)          | Modifica les dades a Wikidata |
|        | capella de Sant Prim             | Brics              | església                     | Estil: arquitectura romànica 12nd century     | 41° 57′ 33″ N, 1° 31′ 18″ E / 41.95915°N,1.52161°E 749 msnm                                             | bé integrant del patrimoni cultural català           | Sant Prim de Brics                    | Modifica les dades a Wikidata |

## granja
| imatge | Nom                    | Ubicat a           | instància de | Detalls | coordenades                                                                  | Protecció | Commons (més fotos) | Dades a WD                    |
| ------ | ---------------------- | ------------------ | ------------ | ------- | ---------------------------------------------------------------------------- | --------- | ------------------- | ----------------------------- |
|        | Granja Godall SAT      | Brics              | granja       |         | 41° 57′ 37″ N, 1° 31′ 22″ E / 41.9603389448547°N,1.52277093245243°E 740 msnm |           |                     | Modifica les dades a Wikidata |
|        | Granja de la Masia     | Brics              | granja       |         | 41° 58′ 09″ N, 1° 30′ 30″ E / 41.9691060833122°N,1.50844826291456°E 734 msnm |           |                     | Modifica les dades a Wikidata |
|        | La Granja del Cardener | Olius              | granja       |         | 42° 01′ 29″ N, 1° 33′ 42″ E / 42.0247877137463°N,1.56170804418622°E 603 msnm |           |                     | Modifica les dades a Wikidata |
|        | Olpisa                 | el Pi de Sant Just | granja       |         | 41° 59′ 01″ N, 1° 33′ 14″ E / 41.9835221159849°N,1.55394606921806°E 698 msnm |           |                     | Modifica les dades a Wikidata |

## indret
| imatge | Nom                     | Ubicat a                         | instància de | Detalls      | coordenades                                                           | Protecció | Commons (més fotos) | Dades a WD                    |
| ------ | ----------------------- | -------------------------------- | ------------ | ------------ | --------------------------------------------------------------------- | --------- | ------------------- | ----------------------------- |
|        | Costa de Vilafranca     | Solsona Olius                    | indret       | Llarg: 0.8km | 41° 58′ 18″ N, 1° 29′ 40″ E / 41.97177778°N,1.49441667°E 750 890 msnm |           |                     | Modifica les dades a Wikidata |
|        | Costa de la Rebollosa   | Olius Llobera                    | indret       |              | 41° 57′ 49″ N, 1° 29′ 30″ E / 41.96374722°N,1.49178056°E 780 900 msnm |           |                     | Modifica les dades a Wikidata |
|        | Costa del Bisbe         | Olius                            | indret       |              | 41° 59′ 53″ N, 1° 34′ 21″ E / 41.99817778°N,1.57262222°E 575 650 msnm |           |                     | Modifica les dades a Wikidata |
|        | Pla de Golferics        | Sant Just i Joval Olius          | indret       |              | 41° 58′ 13″ N, 1° 33′ 14″ E / 41.9703°N,1.55381°E 740 msnm            |           |                     | Modifica les dades a Wikidata |
|        | Pla de l'Àliga          | Clariana de Cardener Navès Olius | indret       |              | 41° 59′ 33″ N, 1° 36′ 21″ E / 41.99246944°N,1.60593056°E 652 msnm     |           |                     | Modifica les dades a Wikidata |
|        | Plana del Villaró       | Olius                            | indret plana |              | 41° 58′ 13″ N, 1° 28′ 18″ E / 41.9704°N,1.47159°E 875 msnm            |           |                     | Modifica les dades a Wikidata |
|        | Planells de Torredeflot | Olius                            | indret       |              | 41° 57′ 36″ N, 1° 30′ 52″ E / 41.9599°N,1.51451°E 750 msnm            |           |                     | Modifica les dades a Wikidata |

## masia
| imatge | Nom                      | Ubicat a           | instància de | Detalls                                                               | coordenades | Protecció                                  | Commons (més fotos)       | Dades a WD                    |
| ------ | ------------------------ | ------------------ | ------------ | --------------------------------------------------------------------- | --- | ------------------------------------------ | ------------------------- | ----------------------------- |
|        | Brics                    | Brics              | masia        |                                                                       | 41° 56′ 50″ N, 1° 30′ 44″ E / 41.9473224849089°N,1.51214123794809°E 781 msnm                                   |                                            |                           | Modifica les dades a Wikidata |
|        | Cal Cases                | Olius              | masia        |                                                                       | 41° 59′ 40″ N, 1° 35′ 35″ E / 41.9943657298369°N,1.59307149037025°E 564 msnm                                   |                                            |                           | Modifica les dades a Wikidata |
|        | Cal Catí                 | Olius              | masia        |                                                                       | 42° 00′ 16″ N, 1° 33′ 36″ E / 42.0044°N,1.55998°E 614 msnm                                                     |                                            |                           | Modifica les dades a Wikidata |
|        | Cal Cinent               | Brics              | masia        |                                                                       | 41° 56′ 52″ N, 1° 30′ 42″ E / 41.9478033692683°N,1.5117198632218°E 784 msnm                                    |                                            |                           | Modifica les dades a Wikidata |
|        | Cal Cles                 | Brics              | masia        |                                                                       | 41° 58′ 05″ N, 1° 30′ 56″ E / 41.968087153115°N,1.5156634723868°E 784 msnm                                     |                                            |                           | Modifica les dades a Wikidata |
|        | Cal Fermín               | Castellvell        | masia        |                                                                       | 41° 59′ 33″ N, 1° 29′ 31″ E / 41.9924234185175°N,1.49189528159329°E 791 msnm                                   |                                            |                           | Modifica les dades a Wikidata |
|        | Cal Fermín               | Olius              | masia        |                                                                       | 41° 59′ 50″ N, 1° 29′ 42″ E / 41.9972030148015°N,1.49511477135285°E 717 msnm                                   |                                            |                           | Modifica les dades a Wikidata |
|        | Cal Gavarnes             | Olius              | masia        | Estat: enderrocat o destruït                                          | 42° 00′ 47″ N, 1° 35′ 19″ E / 42.0129353186857°N,1.58854406283618°E 617 msnm                                   |                                            |                           | Modifica les dades a Wikidata |
|        | Cal Golda                | Brics              | masia        |                                                                       | 41° 57′ 58″ N, 1° 30′ 36″ E / 41.9662097353023°N,1.51012086878014°E 700 msnm                                   |                                            |                           | Modifica les dades a Wikidata |
|        | Cal Masó                 | Brics              | masia        |                                                                       | 41° 56′ 30″ N, 1° 30′ 25″ E / 41.9418°N,1.50696°E 802 msnm                                                     |                                            |                           | Modifica les dades a Wikidata |
|        | Cal Sant                 | Olius              | masia        | Estat: enderrocat o destruït                                          | 42° 01′ 34″ N, 1° 33′ 55″ E / 42.026061°N,1.56516°E 596 msnm                                                   |                                            |                           | Modifica les dades a Wikidata |
|        | Cal Sastre               | Castellvell        | masia        |                                                                       | 41° 59′ 08″ N, 1° 29′ 43″ E / 41.98550333°N,1.49528056°E 732 msnm                                              |                                            |                           | Modifica les dades a Wikidata |
|        | Cal Torroner             | Castellvell        | masia        |                                                                       | 41° 59′ 54″ N, 1° 29′ 51″ E / 41.9982785821497°N,1.49746799468701°E 716 msnm                                   |                                            |                           | Modifica les dades a Wikidata |
|        | Cal Tòfol                | el Pi de Sant Just | masia        |                                                                       | 41° 59′ 05″ N, 1° 33′ 29″ E / 41.9847°N,1.55815°E 688 msnm                                                     |                                            |                           | Modifica les dades a Wikidata |
|        | Cal Viladric             | Brics              | masia        |                                                                       | 41° 57′ 07″ N, 1° 29′ 44″ E / 41.951879°N,1.4955°E 806 msnm                                                    |                                            |                           | Modifica les dades a Wikidata |
|        | Cantons                  | Olius              | masia        |                                                                       | 41° 59′ 42″ N, 1° 33′ 16″ E / 41.9951°N,1.55436°E 638 msnm                                                     |                                            |                           | Modifica les dades a Wikidata |
|        | Casa de Sant Just        | el Pi de Sant Just | masia        | Estil: arquitectura popular 13rd century                              | 41° 58′ 34″ N, 1° 33′ 45″ E / 41.9762°N,1.5625°E 721 msnm                                                      | bé integrant del patrimoni cultural català | Casa de Sant Just (Olius) | Modifica les dades a Wikidata |
|        | Casa de Santa Cecília    | Olius              | masia        | Estat: enderrocat o destruït                                          | 42° 02′ 00″ N, 1° 34′ 56″ E / 42.0332390596695°N,1.58224782349944°E 716 msnm                                   |                                            |                           | Modifica les dades a Wikidata |
|        | Casanova de la Rebollosa | Brics              | masia        |                                                                       | 41° 58′ 07″ N, 1° 29′ 55″ E / 41.9687°N,1.49874°E 744 msnm                                                     |                                            |                           | Modifica les dades a Wikidata |
|        | Caseta de Brics          | Olius              | masia        |                                                                       | 41° 56′ 58″ N, 1° 30′ 26″ E / 41.94944167°N,1.507275°E 788 msnm                                                |                                            |                           | Modifica les dades a Wikidata |
|        | Caseta de les Monges     | Brics              | masia        |                                                                       | 41° 57′ 13″ N, 1° 30′ 53″ E / 41.9537043073285°N,1.51463514534119°E 757 msnm                                   |                                            |                           | Modifica les dades a Wikidata |
|        | Caseta del Boix          | Brics              | masia        |                                                                       | 41° 57′ 34″ N, 1° 29′ 37″ E / 41.9595°N,1.49369°E 773 msnm                                                     |                                            | Caseta del Boix           | Modifica les dades a Wikidata |
|        | Ceriols                  | el Pi de Sant Just | masia        |                                                                       | 41° 59′ 09″ N, 1° 34′ 07″ E / 41.9859681369382°N,1.5687388564515°E 678 msnm                                    |                                            |                           | Modifica les dades a Wikidata |
|        | Coloma                   | Castellvell        | masia        |                                                                       | 41° 59′ 21″ N, 1° 29′ 39″ E / 41.98926944°N,1.49413611°E 733 msnm                                              |                                            | Coloma (Olius)            | Modifica les dades a Wikidata |
|        | Comajuncosa              | Olius              | masia        | Estil: arquitectura popular 12nd century                              | 42° 00′ 20″ N, 1° 32′ 37″ E / 42.0056°N,1.54353°E ca:Carretera C-26, km 107,8 620 msnm                         | bé integrant del patrimoni cultural català | Comajuncosa               | Modifica les dades a Wikidata |
|        | Cor-de-roure             | Brics              | masia        | Estil: arquitectura popular 12nd century                              | 41° 58′ 18″ N, 1° 31′ 34″ E / 41.9718°N,1.5262°E ca:Carretera de Torà C-451, km 50,1 698 msnm                  | bé integrant del patrimoni cultural català | Cor-de-roure              | Modifica les dades a Wikidata |
|        | Golferics                | el Pi de Sant Just | masia        | Estil: arquitectura popular 12nd century                              | 41° 58′ 21″ N, 1° 33′ 09″ E / 41.97258056°N,1.55249111°E ca:Ctra. Manresa, km 48, dreta 726 msnm               | bé integrant del patrimoni cultural català | Golferics                 | Modifica les dades a Wikidata |
|        | Hostal de les Forques    | Castellvell        | masia        |                                                                       | 42° 00′ 56″ N, 1° 27′ 56″ E / 42.0155°N,1.46545°E 874 msnm                                                     |                                            |                           | Modifica les dades a Wikidata |
|        | Marcús                   | Olius              | masia        | Estil: arquitectura popular 11st century                              | 42° 00′ 30″ N, 1° 33′ 20″ E / 42.0084°N,1.55553°E ca:Carretera de la Llosa C-462, km 1,7 615 msnm              | bé integrant del patrimoni cultural català | Marcús (Olius)            | Modifica les dades a Wikidata |
|        | Masia del Vilaró Vell    | Olius              | masia        | Estil: arquitectura popular 11st century                              | 42° 00′ 00″ N, 1° 35′ 19″ E / 41.999954°N,1.588626°E ca:Ctra. Berga, km 7 603 msnm                             | bé cultural d'interès nacional             | Masia del Vilaró Vell     | Modifica les dades a Wikidata |
|        | Masnou                   | Olius              | masia        |                                                                       | 42° 00′ 07″ N, 1° 28′ 37″ E / 42.002°N,1.47696°E 812 msnm                                                      |                                            |                           | Modifica les dades a Wikidata |
|        | Miravella                | Castellvell        | masia        |                                                                       | 42° 00′ 14″ N, 1° 30′ 07″ E / 42.0039842564283°N,1.50195846743057°E 701 msnm                                   |                                            |                           | Modifica les dades a Wikidata |
|        | Monegal                  | Olius              | masia        |                                                                       | 42° 01′ 24″ N, 1° 32′ 45″ E / 42.02336111°N,1.54582222°E 646 msnm                                              |                                            |                           | Modifica les dades a Wikidata |
|        | Moriscots                | Olius              | masia        | Estil: arquitectura popular 11st century                              | 42° 00′ 05″ N, 1° 32′ 27″ E / 42.0014°N,1.54087°E ca:Carretera C-26, km 107,4 641 msnm                         | bé integrant del patrimoni cultural català | Moriscots                 | Modifica les dades a Wikidata |
|        | Pallarès de Baix         | Castellvell        | masia        | Estil: arquitectura popular 11st century                              | 42° 00′ 23″ N, 1° 29′ 04″ E / 42.0065°N,1.48443°E ca:Ctra. Solsona-Bassella, km 98,4 833 msnm                  | bé integrant del patrimoni cultural català | Pallarès de Baix          | Modifica les dades a Wikidata |
|        | Pallarès de Dalt         | Castellvell        | masia        | Estil: arquitectura popular 14th century                              | 42° 00′ 17″ N, 1° 28′ 59″ E / 42.0047°N,1.48296°E ca:Ctra. Solsona-Bassella, km 98,4 853 msnm                  | bé integrant del patrimoni cultural català | Pallarès de Dalt          | Modifica les dades a Wikidata |
|        | Puiggalí                 | el Pi de Sant Just | masia        | Estil: arquitectura popular 12nd century Estat: enderrocat o destruït | 41° 59′ 27″ N, 1° 33′ 38″ E / 41.9907°N,1.56048°E ca:Ctra. Manresa, km 77,5, esquerra 661 msnm                 | bé integrant del patrimoni cultural català | Puiggalí                  | Modifica les dades a Wikidata |
|        | Puigsec                  | el Pi de Sant Just | masia        |                                                                       | 41° 59′ 26″ N, 1° 34′ 42″ E / 41.99066944°N,1.57825278°E 680 msnm                                              |                                            |                           | Modifica les dades a Wikidata |
|        | Rajolí                   | Brics              | masia        |                                                                       | 41° 57′ 51″ N, 1° 29′ 21″ E / 41.9643°N,1.48911°E 872 msnm                                                     |                                            |                           | Modifica les dades a Wikidata |
|        | Robins                   | Brics              | masia        |                                                                       | 41° 56′ 31″ N, 1° 30′ 26″ E / 41.9419546405475°N,1.50728390813854°E 804 msnm                                   |                                            |                           | Modifica les dades a Wikidata |
|        | Rocafort                 | Olius              | masia        | Estat: enderrocat o destruït                                          | 42° 00′ 45″ N, 1° 33′ 52″ E / 42.0125096044321°N,1.56438800892915°E 570 msnm                                   |                                            |                           | Modifica les dades a Wikidata |
|        | Roters                   | Olius              | masia        |                                                                       | 41° 57′ 20″ N, 1° 30′ 26″ E / 41.9555766°N,1.5071904°E Brics 750 msnm                                          |                                            |                           | Modifica les dades a Wikidata |
|        | Sanmiquel                | Olius              | masia        | Estil: arquitectura neoclàssica arquitectura popular 15th century     | 42° 01′ 15″ N, 1° 32′ 31″ E / 42.0207°N,1.5419°E ca:Carrerera de la Llosa C-462, km 1 658 msnm                 | bé integrant del patrimoni cultural català | Sanmiquel                 | Modifica les dades a Wikidata |
|        | Santjoan                 | Olius              | masia        |                                                                       | 42° 00′ 50″ N, 1° 33′ 11″ E / 42.013890695997°N,1.55316161483783°E 616 msnm                                    |                                            | Santjoan (Olius)          | Modifica les dades a Wikidata |
|        | Sociats                  | Olius              | masia        | Estat: ruïnós                                                         | 42° 01′ 11″ N, 1° 34′ 24″ E / 42.01961111°N,1.57340278°E 671 msnm                                              |                                            |                           | Modifica les dades a Wikidata |
|        | Solanells                | Olius              | masia        |                                                                       | 42° 00′ 12″ N, 1° 33′ 57″ E / 42.003376510146°N,1.56577672567688°E 607 msnm                                    |                                            |                           | Modifica les dades a Wikidata |
|        | Terrers                  | Olius              | masia        | Estat: ruïnós                                                         | 42° 02′ 03″ N, 1° 34′ 36″ E / 42.03403889°N,1.57662222°E 736 msnm                                              |                                            |                           | Modifica les dades a Wikidata |
|        | Torre de Sant Just       | el Pi de Sant Just | masia        |                                                                       | 41° 58′ 32″ N, 1° 33′ 19″ E / 41.9756°N,1.5554°E 715 msnm                                                      |                                            |                           | Modifica les dades a Wikidata |
|        | Torredeflot              | Brics              | masia        | Estil: arquitectura gòtica arquitectura popular 11st century          | 41° 57′ 16″ N, 1° 31′ 11″ E / 41.954491°N,1.519771°E 768 msnm                                                  | bé cultural d'interès nacional             | Torredeflot               | Modifica les dades a Wikidata |
|        | Viladebages              | Brics              | masia        | Estil: arquitectura popular 12nd century Estat: ruïnós                | 41° 58′ 00″ N, 1° 31′ 55″ E / 41.96674111°N,1.53191111°E 701 msnm                                              | bé integrant del patrimoni cultural català | Viladebages               | Modifica les dades a Wikidata |
|        | Viladot                  | Brics              | masia        | Estil: arquitectura popular                                           | 41° 57′ 21″ N, 1° 29′ 50″ E / 41.95575°N,1.49714167°E 779 msnm                                                 | bé integrant del patrimoni cultural català | Viladot                   | Modifica les dades a Wikidata |
|        | Villaró                  | Olius              | masia        |                                                                       | 41° 59′ 55″ N, 1° 35′ 46″ E / 41.9985261994815°N,1.59597420059204°E 620 msnm                                   |                                            |                           | Modifica les dades a Wikidata |
|        | el Casó                  | Olius              | masia        |                                                                       | 41° 59′ 49″ N, 1° 34′ 02″ E / 41.99695278°N,1.56727583°E 653 msnm                                              |                                            |                           | Modifica les dades a Wikidata |
|        | el Cavall                | Olius              | masia        |                                                                       | 42° 00′ 27″ N, 1° 32′ 19″ E / 42.0074°N,1.53868°E 641 msnm                                                     |                                            |                           | Modifica les dades a Wikidata |
|        | el Cerc                  | Olius              | masia        |                                                                       | 42° 00′ 33″ N, 1° 34′ 57″ E / 42.0091°N,1.58255°E 650 msnm                                                     |                                            |                           | Modifica les dades a Wikidata |
|        | el Lloc                  | Brics              | masia        |                                                                       | 41° 57′ 41″ N, 1° 30′ 12″ E / 41.961495°N,1.503199°E 721 msnm                                                  |                                            |                           | Modifica les dades a Wikidata |
|        | el Pla d'Olius           | Olius              | masia        | Estil: arquitectura popular 17th century                              | 42° 00′ 27″ N, 1° 32′ 48″ E / 42.00745°N,1.54671°E ca:Carretera de la Llosa C-462, km 0,9 636 msnm             | bé integrant del patrimoni cultural català | El Pla d'Olius            | Modifica les dades a Wikidata |
|        | el Pla de Godall         | Brics              | masia        | Estil: arquitectura popular 16th century                              | 41° 57′ 45″ N, 1° 31′ 27″ E / 41.96241944°N,1.52423333°E 733 msnm                                              | bé integrant del patrimoni cultural català | El Pla de Godall          | Modifica les dades a Wikidata |
|        | el Solà                  | Olius              | masia        |                                                                       | 41° 57′ 17″ N, 1° 31′ 12″ E / 41.954583507095°N,1.51994777185951°E                                             |                                            |                           | Modifica les dades a Wikidata |
|        | el Vilar de Cardener     | Olius              | masia        | Estat: ruïnós                                                         | 42° 01′ 54″ N, 1° 33′ 54″ E / 42.03158333°N,1.56511389°E 623 msnm                                              |                                            |                           | Modifica les dades a Wikidata |
|        | el Vilar de Simosa       | Olius              | masia        | Estil: arquitectura popular 11st century                              | 42° 01′ 21″ N, 1° 33′ 11″ E / 42.02244444°N,1.553175°E ca:Carretera de la Llosa C-462, km 2,5 662 msnm         | bé integrant del patrimoni cultural català | El Vilar de Simosa        | Modifica les dades a Wikidata |
|        | el Villaró de Miravé     | Brics              | masia        |                                                                       | 41° 58′ 06″ N, 1° 28′ 21″ E / 41.96840056°N,1.47263056°E 879 msnm                                              |                                            |                           | Modifica les dades a Wikidata |
|        | els Colomers             | Castellvell        | masia        |                                                                       | 41° 58′ 44″ N, 1° 28′ 32″ E / 41.97882222°N,1.47543611°E 892 msnm                                              |                                            |                           | Modifica les dades a Wikidata |
|        | els Ots                  | el Pi de Sant Just | masia        |                                                                       | 41° 58′ 10″ N, 1° 32′ 37″ E / 41.96941083°N,1.54353056°E 700 msnm                                              |                                            |                           | Modifica les dades a Wikidata |
|        | els Plans                | Olius              | masia        | Estil: arquitectura popular 12nd century                              | 42° 00′ 47″ N, 1° 32′ 27″ E / 42.013°N,1.5408°E ca:Carrerera de la Llosa C-462, km 1 662 msnm                  | bé integrant del patrimoni cultural català | Els Plans (Olius)         | Modifica les dades a Wikidata |
|        | l'Alguer                 | Olius              | masia        | Estil: arquitectura popular                                           | 42° 00′ 44″ N, 1° 35′ 02″ E / 42.01222222222222°N,1.583888888888889°E ca:Ctra. Berga, km 7, esquerra. 645 msnm | bé integrant del patrimoni cultural català | L'Alguer (Olius)          | Modifica les dades a Wikidata |
|        | l'Hostalet de Puiggalí   | el Pi de Sant Just | masia        |                                                                       | 41° 59′ 46″ N, 1° 34′ 35″ E / 41.9961150842161°N,1.57644383017534°E 653 msnm                                   |                                            |                           | Modifica les dades a Wikidata |
|        | la Canal                 | Olius              | masia        |                                                                       | 41° 59′ 17″ N, 1° 30′ 08″ E / 41.987997°N,1.502244°E 697 msnm                                                  |                                            |                           | Modifica les dades a Wikidata |
|        | la Caseta                | Olius              | masia        |                                                                       | 42° 00′ 59″ N, 1° 32′ 57″ E / 42.016323°N,1.549161°E 626 msnm                                                  |                                            |                           | Modifica les dades a Wikidata |
|        | la Cotxeria              | Olius              | masia        | Estil: arquitectura popular 12nd century                              | 42° 00′ 31″ N, 1° 33′ 53″ E / 42.00859°N,1.56461°E 569 msnm                                                    | bé integrant del patrimoni cultural català | La Cotxeria               | Modifica les dades a Wikidata |
|        | la Creu                  | Castellvell        | masia        |                                                                       | 41° 58′ 46″ N, 1° 28′ 52″ E / 41.9794°N,1.481°E 915 msnm                                                       |                                            |                           | Modifica les dades a Wikidata |
|        | la Guingueta             | el Pi de Sant Just | masia        |                                                                       | 41° 59′ 11″ N, 1° 33′ 07″ E / 41.9862695765505°N,1.55184376339491°E 692 msnm                                   |                                            |                           | Modifica les dades a Wikidata |
|        | la Masia                 | Olius              | masia        |                                                                       | 41° 58′ 06″ N, 1° 30′ 30″ E / 41.968405°N,1.508351°E 733 msnm                                                  |                                            |                           | Modifica les dades a Wikidata |
|        | la Muntada               | Olius              | masia        |                                                                       | 42° 00′ 35″ N, 1° 33′ 39″ E / 42.0096567184404°N,1.56096216363325°E 598 msnm                                   |                                            |                           | Modifica les dades a Wikidata |
|        | la Plana                 | Olius              | masia        |                                                                       | 41° 59′ 46″ N, 1° 35′ 06″ E / 41.99611667°N,1.58510306°E 539 msnm                                              |                                            |                           | Modifica les dades a Wikidata |
|        | la Rebollosa             | Brics              | masia        | Estil: arquitectura popular 18th century                              | 41° 57′ 52″ N, 1° 30′ 05″ E / 41.9644°N,1.50147°E 760 msnm                                                     | bé integrant del patrimoni cultural català | La Rebollosa (Olius)      | Modifica les dades a Wikidata |
|        | la Talaia                | Castellvell        | masia        |                                                                       | 41° 59′ 59″ N, 1° 29′ 36″ E / 41.999604°N,1.493437°E 773 msnm                                                  |                                            |                           | Modifica les dades a Wikidata |
|        | la Torregassa            | Castellvell        | masia        | Estil: arquitectura popular 13rd century                              | 41° 59′ 00″ N, 1° 28′ 15″ E / 41.98323333°N,1.47094167°E 905 msnm                                              | bé integrant del patrimoni cultural català | La Torregassa (Olius)     | Modifica les dades a Wikidata |
|        | la Torreta               | Olius              | masia        | Estil: arquitectura popular 11st century                              | 42° 00′ 36″ N, 1° 33′ 55″ E / 42.010085°N,1.565295°E 565 msnm                                                  | bé cultural d'interès nacional             | La Torreta (Olius)        | Modifica les dades a Wikidata |

## molí d'aigua
| imatge | Nom               | Ubicat a | instància de       | Detalls                                                               | coordenades                                                                                             | Protecció                                  | Commons (més fotos)   | Dades a WD                    |
| ------ | ----------------- | -------- | ------------------ | --------------------------------------------------------------------- | --- | ------------------------------------------ | --------------------- | ----------------------------- |
|        | Molí de Foix      | Olius    | molí d'aigua       | Estil: arquitectura popular 19th century                              | 42° 02′ 10″ N, 1° 33′ 48″ E / 42.036064°N,1.563299°E 572 msnm                                           | bé integrant del patrimoni cultural català |                       | Modifica les dades a Wikidata |
|        | Molí de Ratavilla | Olius    | molí d'aigua       | Estil: arquitectura popular 17th century                              | 42° 01′ 39″ N, 1° 33′ 47″ E / 42.0273904066869°N,1.56313514596509°E ca:A la dreta del Cardener 559 msnm | bé integrant del patrimoni cultural català | Molí de Ratavilla     | Modifica les dades a Wikidata |
|        | Molí de Rocafort  | Olius    | molí d'aigua       | Estil: arquitectura popular 11st century Estat: enderrocat o destruït | 42° 00′ 49″ N, 1° 33′ 45″ E / 42.01363°N,1.56239°E 547 msnm                                             | bé integrant del patrimoni cultural català |                       | Modifica les dades a Wikidata |
|        | Molí del Pont     | Olius    | molí d'aigua masia | Estil: arquitectura popular 12nd century                              | 42° 00′ 16″ N, 1° 34′ 21″ E / 42.0045°N,1.57244°E ca:Ctra. Berga, km 6 575 msnm                         | bé integrant del patrimoni cultural català | Molí del Pont (Olius) | Modifica les dades a Wikidata |
|        | molí dels Cups    | Olius    | molí d'aigua       | Estil: arquitectura popular 11st century                              | 42° 00′ 35″ N, 1° 33′ 57″ E / 42.0098°N,1.5657°E 541 msnm                                               | bé integrant del patrimoni cultural català | Molí dels Cups        | Modifica les dades a Wikidata |

## muntanya
| imatge | Nom                     | Ubicat a      | instància de | Detalls | coordenades                                                       | Protecció | Commons (més fotos)     | Dades a WD                    |
| ------ | ----------------------- | ------------- | ------------ | ------- | ----------------------------------------------------------------- | --------- | ----------------------- | ----------------------------- |
|        | Castellvell             | Olius         | muntanya     |         | 41° 59′ 39″ N, 1° 30′ 04″ E / 41.99411667°N,1.5011275°E 847 msnm  |           |                         | Modifica les dades a Wikidata |
|        | Serrat Xiroi            | Olius         | muntanya     |         | 42° 02′ 00″ N, 1° 33′ 22″ E / 42.03337972°N,1.55624722°E 842 msnm |           |                         | Modifica les dades a Wikidata |
|        | Serrat de Sant Bartomeu | Solsona Olius | muntanya     |         | 42° 00′ 49″ N, 1° 31′ 45″ E / 42.01369167°N,1.52903333°E 869 msnm |           | Serrat de Sant Bartomeu | Modifica les dades a Wikidata |
|        | Serrat de Villaró       | Olius         | muntanya     |         | 41° 57′ 59″ N, 1° 29′ 25″ E / 41.9663°N,1.4902°E 907 msnm         |           |                         | Modifica les dades a Wikidata |
|        | Serrat de la Talaia     | Olius         | muntanya     |         | 42° 00′ 04″ N, 1° 29′ 24″ E / 42.001223°N,1.490071°E 832 msnm     |           |                         | Modifica les dades a Wikidata |
|        | Serrat de la Torregassa | Olius         | muntanya     |         | 41° 59′ 03″ N, 1° 28′ 11″ E / 41.98405°N,1.469665°E 920 msnm      |           | Serrat de la Torregassa | Modifica les dades a Wikidata |
|        | Serrat del Villaró      | Olius         | muntanya     |         | 42° 00′ 12″ N, 1° 35′ 45″ E / 42.0034°N,1.59596°E 674 msnm        |           |                         | Modifica les dades a Wikidata |
|        | Torregassa              | Olius         | muntanya     |         | 41° 59′ 37″ N, 1° 28′ 18″ E / 41.9937°N,1.47164°E 938 msnm        |           |                         | Modifica les dades a Wikidata |
|        | el Serrat Alt           | Olius         | muntanya     |         | 41° 58′ 24″ N, 1° 28′ 38″ E / 41.97343056°N,1.47732222°E 935 msnm |           |                         | Modifica les dades a Wikidata |

## pont
| imatge | Nom                 | Ubicat a | instància de | Detalls                                        | coordenades                                                         | Protecció                                  | Commons (més fotos)      | Dades a WD                    |
| ------ | ------------------- | -------- | ------------ | ---------------------------------------------- | ------------------------------------------------------------------- | ------------------------------------------ | ------------------------ | ----------------------------- |
|        | Pont de Cal Catí    | Olius    | pont         |                                                | 42° 00′ 11″ N, 1° 33′ 34″ E / 42.0029377428989°N,1.55950764573385°E |                                            |                          | Modifica les dades a Wikidata |
|        | Pont de Comajuncosa | Olius    | pont         |                                                | 42° 00′ 08″ N, 1° 32′ 57″ E / 42.0022766678306°N,1.54921072607151°E |                                            |                          | Modifica les dades a Wikidata |
|        | Pont de Lloc        | Olius    | pont         |                                                | 41° 57′ 44″ N, 1° 30′ 23″ E / 41.9621811998314°N,1.50644979277524°E |                                            |                          | Modifica les dades a Wikidata |
|        | Pont de la Farga    | Olius    | pont         | Estil: arquitectura popular Travessa: Cardener | 42° 00′ 14″ N, 1° 34′ 19″ E / 42.0039°N,1.57183°E 528 msnm          | bé integrant del patrimoni cultural català | Pont de la Farga (Olius) | Modifica les dades a Wikidata |
|        | Pont del Molí       | Olius    | pont         |                                                | 42° 03′ 22″ N, 1° 34′ 14″ E / 42.0561506545012°N,1.57059591060535°E |                                            |                          | Modifica les dades a Wikidata |

## serra
| imatge | Nom                               | Ubicat a                     | instància de | Detalls      | coordenades                                                  | Protecció | Commons (més fotos)        | Dades a WD                    |
| ------ | --------------------------------- | ---------------------------- | ------------ | ------------ | ------------------------------------------------------------ | --------- | -------------------------- | ----------------------------- |
|        | La Serreta                        | Olius                        | serra        |              | 42° 01′ 34″ N, 1° 33′ 11″ E / 42.0261°N,1.55311°E 708 msnm   |           |                            | Modifica les dades a Wikidata |
|        | Serrat Alt                        | Lladurs Olius Solsona        | serra        |              | 42° 01′ 05″ N, 1° 31′ 34″ E / 42.01815°N,1.526203°E 871 msnm |           |                            | Modifica les dades a Wikidata |
|        | Serrat de l'Hostal de les Forques | Castellar de la Ribera Olius | serra        | Llarg: 1.5km | 42° 00′ 32″ N, 1° 28′ 07″ E / 42.009°N,1.46867°E 907 msnm    |           |                            | Modifica les dades a Wikidata |
|        | Serrat del Vent                   | Lladurs Olius                | serra        |              | 42° 02′ 20″ N, 1° 32′ 34″ E / 42.0389°N,1.54266°E 764 msnm   |           | Serrat del Vent (Solsonès) | Modifica les dades a Wikidata |

## vèrtex geodèsic
| imatge | Nom       | Ubicat a | instància de    | Detalls   | coordenades                                                       | Protecció | Commons (més fotos) | Dades a WD                    |
| ------ | --------- | -------- | --------------- | --------- | ----------------------------------------------------------------- | --------- | ------------------- | ----------------------------- |
|        | Arceda    | Olius    | vèrtex geodèsic | Alt: 1.2m | 41° 57′ 59″ N, 1° 29′ 25″ E / 41.966319°N,1.490184°E 915.28 msnm  |           |                     | Modifica les dades a Wikidata |
|        | Torregasa | Olius    | vèrtex geodèsic | Alt: 1.2m | 41° 59′ 37″ N, 1° 28′ 18″ E / 41.993598°N,1.471709°E 939.223 msnm |           |                     | Modifica les dades a Wikidata |

## Misc
| imatge | Nom                        | Ubicat a                             | instància de                                                          | Detalls                                                       | coordenades                                                         | Protecció                                            | Commons (més fotos)    | Dades a WD                    |
| ------ | -------------------------- | ------------------------------------ | --------------------------------------------------------------------- | ------------------------------------------------------------- | ------------------------------------------------------------------- | ---------------------------------------------------- | ---------------------- | ----------------------------- |
|        | Castellvell de Solsona     | Olius                                | castell                                                               | Estil: arquitectura romànica arquitectura gòtica 13rd century | 41° 59′ 41″ N, 1° 30′ 11″ E / 41.994826°N,1.503088°E 838 msnm       | bé d'interès cultural bé cultural d'interès nacional | Castellvell de Solsona | Modifica les dades a Wikidata |
|        | Cau de l'Aram              | Olius                                | cova                                                                  |                                                               | 42° 01′ 14″ N, 1° 33′ 28″ E / 42.0206586889619°N,1.55779114455295°E |                                                      |                        | Modifica les dades a Wikidata |
|        | Collada de Clarà           | Castellar de la Ribera Lladurs Olius | collada                                                               | Hi passa: C-26                                                | 42° 01′ 00″ N, 1° 27′ 50″ E / 42.0166°N,1.46375°E 880 msnm          |                                                      |                        | Modifica les dades a Wikidata |
|        | Forn de Sant Just de Joval | Olius                                | teuleria                                                              | Estil: arquitectura popular 19th century                      | 41° 58′ 26″ N, 1° 33′ 47″ E / 41.973837°N,1.562989°E 728 msnm       | bé integrant del patrimoni cultural català           |                        | Modifica les dades a Wikidata |
|        | Miravella                  | Olius                                | enclavament                                                           |                                                               | 42° 00′ 17″ N, 1° 30′ 06″ E / 42.0048°N,1.50178°E 707 msnm          |                                                      |                        | Modifica les dades a Wikidata |
|        | Parc Aigua d'Ora           | Navès Montmajor Olius                | espai d'interès natural àrea protegida Pla d'Espais d'Interès Natural | 2014 Superfície: 6324.74343ha                                 | 42° 03′ 35″ N, 1° 37′ 08″ E / 42.05974°N,1.61881°E                  |                                                      | Parc Aigua d'Ora       | Modifica les dades a Wikidata |
|        | Polígon industrial d'Olius | Olius                                | polígon industrial                                                    |                                                               | 41° 58′ 53″ N, 1° 33′ 17″ E / 41.9813715327761°N,1.55481555288748°E |                                                      |                        | Modifica les dades a Wikidata |
|        | Pou de Brics               | Brics                                | pou                                                                   | Estil: arquitectura popular                                   | 41° 56′ 50″ N, 1° 30′ 43″ E / 41.94736°N,1.511821°E                 | bé integrant del patrimoni cultural català           |                        | Modifica les dades a Wikidata |
|        | casa consistorial d'Olius  | Olius                                | casa consistorial                                                     |                                                               | 41° 58′ 40″ N, 1° 33′ 18″ E / 41.9776953°N,1.5549783°E              |                                                      |                        | Modifica les dades a Wikidata |
|        | cementiri d'Olius          | Olius                                | cementiri                                                             | Estil: arquitectura modernista 20th century                   | 42° 00′ 39″ N, 1° 33′ 46″ E / 42.01097°N,1.56289°E 558 msnm         | bé integrant del patrimoni cultural català           | Cementiri d'Olius      | Modifica les dades a Wikidata |
|        | font de la Canal           | Olius                                | font                                                                  |                                                               | 41° 59′ 13″ N, 1° 30′ 06″ E / 41.986904°N,1.501605°E 680 msnm       |                                                      |                        | Modifica les dades a Wikidata |
|        | pantà de Sant Ponç         | Clariana de Cardener Olius           | embassament llac                                                      | Superfície: 144.5ha Volum: 24.4hm³ Conca: 317km²              | 41° 57′ 47″ N, 1° 36′ 19″ E / 41.96291667°N,1.60519444°E 530 msnm   |                                                      | Pantà de Sant Ponç     | Modifica les dades a Wikidata |